# El Mago/Pim Pam Pum
El Mago / Pim Pam Pum (dt. „Der Zauberer / Pim Pam Pum“) ist ein 1926 geschaffenes Gemälde der spanischen Malerin Maruja Mallo (1902–1995).
Das in Öl auf Holztafel realisierte Bild zeigt eine farbintensive, dicht besetzte Straßenszene, die durch Elemente von Volksfesten (verbenas) inspiriert ist. Mallo stellt das populäre Straßenfestival-Spiel Pim Pam Pum dar, bei dem Teilnehmer Bälle auf Pferde-Mannequins werfen.
Im Zentrum steht ein Zauberer in leuchtend blauen Roben, der möglicherweise eine visuelle Anspielung auf den spanischen Dramatiker Ramón del Valle-Inclán bietet und dessen Stil des esperpento als groteske Überzeichnung der Wirklichkeit aufgreift.
Das Werk kombiniert soziale Kritik mit theatralischer Darstellung des städtischen Volksvergnügens der 1920er Jahre. Es befindet sich in der ständigen Sammlung des Art Institute of Chicago, gestiftet durch den Lacy Armour Endowment Fund.
Eine Werkschau mit dem Titel Maruja Mallo: Paintings 1926–1952 präsentierte das Bild 2018 in New York im Rahmen einer Ausstellung bei Ortuzar Projects, welche Mallos frühen künstlerischen Werdegang beleuchtete (inklusive El Mago / Pim Pam Pum).
Zudem wurde es in der Ausstellung Maruja Mallo: máscara y compás im Centro Botín (Santander) gezeigt, die ausgewählte Werke aus Mallos Madrider Zeit thematisierte.